# 1964年の中日ドラゴンズ
1964年の中日ドラゴンズでは、1964年の中日ドラゴンズにおける動向をまとめる。
この年の中日ドラゴンズは、2回目の杉浦清監督体制の2年目のシーズンである。

## 概要
杉浦監督1年目を2位で終えたチームは1954年以来10年ぶりのリーグ優勝が期待されたが、開幕の大洋3連戦で河村保彦ら投手陣が大洋のメガトン打線に滅多打ちされ、3試合で30失点を喫する最悪のスタート。4月終了時点でチームは最下位に沈むとその後も浮上できず、杉浦監督は6月8日に休養。後を受けた西沢道夫ヘッドコーチが監督代行で指揮を執ったが、板東英二や河村、柿本実などが投げるたびに打たれ、また権藤博も酷使の後遺症で勝ち星が低下するなど投手陣が崩壊。それでも柿本がチームトップの15勝をあげたが、それに続いたのは河村・山中巽・中山義朗の7勝で、板東・権藤も6勝に終わりチーム防御率も前年の2.84から3.63へ低下。打撃陣では木俣達彦が入団し、それまでの正捕手だった江藤慎一は内野手に復帰。この年首位打者の江藤や中利夫の活躍でチーム打率はリーグ2位だったが123失策はリーグワーストだった。チームは2位の大洋に13勝15敗と健闘したが、優勝した阪神には8勝20敗と、大きく負け越した。この年は優勝の阪神に25ゲーム、4位の広島に8.5ゲームも離されて1948年以来16年ぶり、そしてセ・リーグになって初の最下位で終了。ドラゴンズブルーのユニフォームは西沢新監督の意向により1962年以前の紺色主体のデザインに戻され、1968年まで続く。

## チーム成績

### レギュラーシーズン
| 1 | 二 | 高木守道   |
| 2 | 中 | 中利夫     |
| 3 | 一 | マーシャル |
| 4 | 左 | 江藤慎一   |
| 5 | 右 | 葛城隆雄   |
| 6 | 三 | 伊藤竜彦   |
| 7 | 遊 | 今津光男   |
| 8 | 捕 | 小川敏明   |
| 9 | 投 | 河村保彦   |

| 順位 | 4月終了時 | 4月終了時 | 5月終了時 | 5月終了時 | 6月終了時 | 6月終了時 | 7月終了時 | 7月終了時 | 8月終了時 | 8月終了時 | 最終成績 | 最終成績 |
| ---- | --------- | --------- | --------- | --------- | --------- | --------- | --------- | --------- | --------- | --------- | -------- | -------- |
| 1位  | 大洋      | --        | 阪神      | --        | 大洋      | --        | 大洋      | --        | 阪神      | --        | 阪神     | --       |
| 2位  | 阪神      | 2.5       | 大洋      | 0.5       | 阪神      | 3.5       | 阪神      | 5.0       | 大洋      | 2.0       | 大洋     | 1.0      |
| 3位  | 巨人      | 3.0       | 巨人      | 5.5       | 巨人      | 8.5       | 巨人      | 8.5       | 巨人      | 9.0       | 巨人     | 11.0     |
| 4位  | 国鉄      | 6.0       | 広島      | 6.5       | 広島      | 11.0      | 国鉄      | 12.5      | 国鉄      | 15.0      | 広島     | 16.5     |
| 5位  | 広島      | 7.0       | 国鉄      | 7.0       | 国鉄      | 13.0      | 広島      | 13.0      | 広島      | 15.5      | 国鉄     | 18.5     |
| 6位  | 中日      | 8.5       | 中日      | 10.5      | 中日      | 18.0      | 中日      | 21.0      | 中日      | 24.5      | 中日     | 25.0     |

| 順位 | 球団             | 勝 | 敗 | 分 | 勝率 | 差   |
| 1位  | 阪神タイガース   | 80 | 56 | 4  | .588 | 優勝 |
| 2位  | 大洋ホエールズ   | 80 | 58 | 2  | .580 | 1.0  |
| 3位  | 読売ジャイアンツ | 71 | 69 | 0  | .507 | 11.0 |
| 4位  | 広島カープ       | 64 | 73 | 3  | .467 | 16.5 |
| 5位  | 国鉄スワローズ   | 61 | 74 | 5  | .452 | 18.5 |
| 6位  | 中日ドラゴンズ   | 57 | 83 | 0  | .407 | 25.0 |

## オールスターゲーム1964
| ファン投票 | 江藤慎一   |
| 監督推薦   | マーシャル |

## できごと
- 6月17日 - 巨人戦（後楽園球場）の5回表2死無走者で、ジム・マーシャルはレフトに本塁打性の大飛球。これを相羽欣厚左翼手が捕ろうとしたら、観客が手を出してフライを補給したためにアウト（マーシャルの消えた本塁打事件）。

## 表彰選手
| リーグ・リーダー | リーグ・リーダー | リーグ・リーダー | リーグ・リーダー |
| 選手名           | タイトル         | 成績             | 回数             |
| ---------------- | ---------------- | ---------------- | ---------------- |
| 江藤慎一         | 首位打者         | .323             | 初受賞           |

| ベストナイン | ベストナイン | ベストナイン |
| 選手名       | ポジション   | 回数         |
| ------------ | ------------ | ------------ |
| 高木守道     | 二塁手       | 2年連続2度目 |
| 江藤慎一     | 外野手       | 2年連続3度目 |